# Гарсия, Николас
Никола́с Гарси́я Хе́мме (исп. Nicolás García Hemme, род. 20 июня 1988) — испанский тхэквондист, серебряный призёр Олимпийских игр, призёр чемпионатов мира и Европы.

## Карьера
В 2012 году на Олимпийских играх в Лондоне в категории до 80 кг выиграл бои против иранца Юсефа Карами (8—2), британца Лутало Мухаммада (7—3), итальянца Мауро Сармьенто (2—1), но уступил в финале аргентинцу Себастьяну Крисманичу (1—0). Таким образом Николас завоевал серебряную медаль турнира.
В его копилке также есть серебряная и бронзовая медали чемпионатов мира и Европы.